# Opération Laser
L'opération Laser constitue la réponse des Forces armées canadiennes (FAC) pendant la pandémie de Covid-19 au Canada. Il s'agit de l'activation de la deuxième phase du plan de contingence du Canada, intitulé CONPLAN LASER, pour la réponse à une pandémie de grippe. La phase 2 a été activée le 2 mars 2020 et la phase 3 le 13 mars 2020.
Du personnel des FAC soutient aussi l'Agence de la santé publique du Canada en ce qui concerne la gestion des entrepôts d'équipement de protection individuelle dans plusieurs régions du Canada.
Des navires ont été maintenus en mer et mis en quarantaine sur la côte Pacifique : NCSM Regina, NCSM Brandon, NCSM Nanaimo, NCSM Whitehorse et NCSM Calgary. Le NCSM Calgary devait naviguer le 6 avril pour les eaux de l'Asie-Pacifique dans le cadre de l'opération Projection mais ce déploiement a été reporté. 
Les FAC ont aussi retardé certains déploiements outre-mer pendant la pandémie.  

## Phases
Phase 1 – Préparation à la pandémie
- Planification de l’atténuation et surveillance normale des menaces pandémiques à l’échelle mondiale
- Cette phase est toujours active sauf si on passe à une phase supérieure

Phase 2 – Alerte de pandémie
- Suivi actif de l’évolution de la menace pandémique et adoption de certaines mesures de protection
- Cette phase est activée par le chef d’état-major de la Défense (CEMD)

Phase 3 – Réponse à la pandémie
- Activée sur ordre du CEMD, cette phase est caractérisée par la transmission généralisée et continue du virus dans la population générale et par le risque imminent ou l’existence d’un taux important d’absentéisme
- L’intervention des FAC dépendra des effets de la maladie dans les emplacements des éléments des FAC et dans les environs, ainsi que des demandes d’aide des autorités civiles

Phase 4 – Récupération postpandémique
- Cette phase commence quand le CEMD déclare que la pandémie est terminée
- Elle comprend la reprise et le rétablissement de tous les services et de toutes les opérations du MDN/des FAC aux niveaux normaux
- Cette phase retourne à la phase 1 et coïncide avec la déclaration de l’arrivée à la phase postpandémique par l’Agence de la santé publique du Canada (ASPC)

## Québec
Le 3 avril 2020, en réponse à la demande d'aide du gouvernement du Québec, le premier ministre du Canada annonce le déploiement de 2e Groupe de patrouilles des Rangers canadiens (le 2 GPRC) au Nunavik dans le but de soutenir l'installation d'infrastructures médicales. Plus tard dans le mois, les 2 GPRC commencent leur travail dans une dizaine de communautés isolées de la Basse-Côte-Nord. Ils patrouillent les communautés pour rassurer et sensibiliser la population aux mesures de distanciation sociale en vigueur et rapporter aux autorités de santé publique tout signe de détresse psychologique.
Le 18 avril, à la suite d'une demande du Québec, environs 125 membres des FAC ayant reçu une formation médicale sont déployés pour aider aux CHSLD,. Le même jour, les 2 GPRC ont reçu un troisième mandat de soutien, cette fois pour les communautés de Nutashkuan et de Ekuanitshit au Québec.
Le 2 avril, Québec demande un autre contingent de 1000 militaires, et l'Ontario devenue la deuxième province au pays à faire appel à l'armée pour aider dans ses maisons de retraite. 
Le 27 mai, un rapport des FAC est publié, exposant les problèmes rencontrés dans les CHSLD du Québec et de l'Ontario. 
Le 28 mai, le gouvernement du Québec demande que le déploiement aux CHSLD se poursuive jusqu'à l'automne, mais le gouvernement fédéral répond que ce n'est pas viable.
Le 12 juin, Justin Trudeau annonce que les soldats des Forces armées canadiennes resteront déployés dans les CHSLD pendant encore au moins deux semaines. Après ces deux semaines, 10 équipes de sept personnes des Forces seront disponibles pour les cas d'urgence, auxquelles s'ajoutent 900 membres de la Croix-Rouge canadienne, seront disponibles toute l'été pour prêter main-forte dans la CHSLD. Au 30 juillet, seuls 200 de ces 900 membres sont effectivement déployés dans les CHSLD, les autres membres étant en attente d'une affectation de la part de la Croix-Rouge. Le délai est attribuable au temps nécessaire à la Croix-Rouge pour l'évaluation des sites, et au contrôle de la situation dans les CHSLD.
Le mandat de la Croix-Rouge se terminant le 21 septembre, le gouvernement du Québec réclame le 15 septembre le prolongement de la mission pour 6 semaines, ce qu'accepte le gouvernement fédéral dès le lendemain.